# سيث رولينز
كولبي لوبيز (بالإنجليزية: Seth Rollins)‏ (ولد في 28 مايو 1986 في ولاية دافنبورت آيوا) المعروف في الحلبة باسم سيث "فريكن" رولينز هو أمريكي ومصارع محترف في اتحاد دبليو دبليو إي وأحد أعضاء فريق الدرع الذي يضمه هو ودين امبروز ورومان رينز لكنه انشق بسبب خيانته حقق بطولة الفرق الزوجيه مع رومان رينز وحقق بطوله WWE NXT وكان يصارع تحت اسم تايلر بلاك كما انه زوج المصارعة بيكي لينش وحاليا صاحب لقب بطولة العالم للوزن الثقيل

## مسيرته في الدبليو دبليو أي
ظهر رولينز لأول مرة قائمة في 18 نوفمبر، 2012، في سرفايفر سيريس جنبا إلى جنب مع دين امبروز ورومان رينز. وهاجموا رايباك خلال الحدث الرئيسي في مباراة ثلاثية ل بطولة WWE، مما سمح لسي إم بانك بتثبيت جون سينا والاحتفاظ بلقبه. الثلاثي سميو بفريق الدرع، وتعهدو بمواجهة الظلم. ان الدرع فريق كان يهاجم المصارعين، لكنها ظهرت بشكل روتيني من الجمهور لمهاجمة الخصوم الشرير. وأدى ذلك إلى مباراة من نوع طاولات، سلالم وكراسي المباراة التي يجري إنشاؤها عرض تي ال سي لسنة 2012، حيث تمكن فريق الدرع من هزيمة دانيال براين وكين ورايباك في مباراة لأول مرة. واصل درع لمساعدة سي إم بانك بعد تي أل سي، والهجوم على كل من رايباك وذا روك في يناير كانون الثاني عام 2013. في عرض راو يوم 28 يناير، تم الكشف عن أن سي إم بانك ومدير أعماله بول هيمان قد تم دفع الدرع وبراد مادوكس للعمل من أجل كل منهم على طول.
الدرع ثم انتهت بهدوء ارتباطهم بسي إم بانك حين بدأت عداوة مع جون سينا، رايباك، وشيمس التي أدت إلى رجل ستة العلامة مباراة يوم 17 فبراير في دائرة القضاء، الذي فاز الدرع. كان الدرع أولى مبارياته في عرض راو في الليلة التالية، حيث هزم شيمس ورايباك، وكريس جيريكو. شيمس تاحلف مع راندي أورتن وبيج شو لمواجهة الدرع في ريسلمانيا 29 حيث ظهرت الدرع منتصرا في أول مباراة ريسلمانيا بهم. وحاول الدرع التالية يلة في عرض راو مواجهة أندرتيكر، ولكن تم ايقافهم من قبل فريق كين ودانيل براين. تعيين هذا الرجل حتى ستة مباراة فريق بطاقة في 22 أبريل حلقة من راو، والتي فاز الدرع. [ في حلقة 13 مايو من راو، خط الدرع ومهزوم في متلفزة الرجل ستة مباريات فريق بطاقة المنتهية في خسارة تنحية في مباراة القضاء ضد سينا، كين، وبريان.
في 19 مايو في القواعد المتطرفة، رولنز ورينز هزمو دانيل براين وكين لا في مباراة فريق بطاقة تورنادو للفوز WWE الوسم فريق بطولة. التي رولنز ورينز الأولى الدفاع عن لقب المتلفزة على حلقة 27 مايو من راو، وهزم فريق كين ودانيل براين في مباراة الرد. في الحلقة 14 يونيو من سماكدون، خسر الدرع في أول مباراة فرق لهم في متلفزة الرجل ستة مباريات فريق بطاقة انتهى على يد كين ودانيل براين وراندي أورتن عندما قدم دانيال براين رولنز. براين وأورتن عندئذ مواجهة رولنز والعهود في الاسترداد لWWE الوسم فريق بطولة ولكن رولنز ورينز الاحتفاظ بنجاح العناوين. [85] علاوة على ذلك جاءت الدفاعات لقب ناجحة ضد وتتيح هذه الالتزامات العمومية يوم 14 يوليو أثناء المال في البنك بريشوو واللاعبين برايم تايم (دارين يونغ وتيتوس اونيل) في ليلة الابطال. [86] [87]
رولنز مع رينز وأمبروز والدرع في أبريل نيسان عام 2014.
في شهر أغسطس، بدأ درع العمل ل كبير مسؤولي الشركة تربيل أتش والسلطة. في ساحة القتال، وأطلقت كودي رودز وغولدوست حصل ظائفهم العودة بفوزه على رولنز ورينز في مباراة بدون قاوعد. في الحلقة 14 أكتوبر من راو، رولنز ورينز خسر WWE الوسم فريق بطولة لكودي رودس وغولدوست في أي مباراة تنحية بعد تدخل من بيج شو. وفي الجحيم في الزنزانة، فشلت سيث رولينز ورومان رينز لاستعادة بطولة الفرق في مباراة التهديد الثلاثي. كان التوتر ثم زرعت في الدرع في حين استمر غياب هذه الأخيرة للنجاح مع خسارة لسي إم بانك في مباراة غير تكافؤ في تي أل سي الدفع لكل عرض. وفي والدمدمة الملكي دفع لكل عرض، دخل سيث رولينز في # 2. كان لديه ثلاثة التصفيات وقضى ثاني أطول وقت في المباراة في 48 دقيقة قبل أن يتم أقصائه من خلال زميله رومان رينز. وفي الليلة التالية على راو، وتنافس الدرع في رجل ستة مباراة فريق بطاقة ضد دانيال براين، شيمس، وجون سينا مع جميع الأعضاء الثلاثة في التصفيات الفريق الفائز للدخول في دائرة القضاء المباراة لWWE بطولة العالم للوزن الثقيل. خسر الدرع المباراة عن طريق تنحية بعد أن تدخلت عائلة وايت وهاجم سينا، براين، وشيمس. الدرع يريد الانتقام وعلامة الرجل ستة أشهر لدرع ضد عائلة وايت في دائرة القضاء تم ترتيب الدفع لكل عرض، والتي فقدت الدرع. على راو 3 مارس خسر الدرع مباراة الرد ضد وايت العائلة عندما أدى العمل الجماعي الدرع الضعيف لرولنز خرجت خلال المباراة. ادعى رولنز أن لديه ما يكفي من كونها الغراء عقد المجموعة معا. في الحلقة 7 مارس من سماكدوون، قال رولنز الدرع التوفيق على الرغم من التوتر المستمر منذ فترة طويلة بعد التنفيس عن إحباطهم على بعضها البعض.
في وقت لاحق في شهر مارس، بدأ درع عداء مع كين تحول كل أعضاء الدرع في مروحة المفضلة في هذه العملية. ثم انضم كين مع العصر الجديد الخارجين واجه الدرع في ريسلمانيا XXX حيث وسوف درع الفوز مباراته ريستليمانيا الثانية كمجموعة. الدرع عندئذ عداء مع تريبل اتش، ومدير العمليات في WWE وزعيم السلطة، [100] من ثم إصلاحه تطور مع باتيستا وراندي أورتن لتولي والدرع. [101] درع شأنها أن تحبط تطور في الرأيين الدفع لكل القادمة، القواعد المتطرفة ومسابقة الأنتقام، في ما تبين أن مشاركة مبارياته والفصائل لكل من أيفلوشن والدرع
وفي اخير أصبح بطل دبليو دبليو أي للوز الثقيل

## ماني إن ذا بانك 2014
كان المصارع دين أمبروز قريبا جدا من الفوز بالنزال وبخطف الحقيبة لولا تدخل الوحش الاحمر كين الذي دخل وانقض عليه ونفذ ضربة شاهد القبر القاضية، وساعد سيث رولينز الذي كان بالحلبة على الصعود وافتكاك الحقيبة الذهبية. وظهر المدير التنفذي تربل اتش وزوجته ستيفاني مكمان بعد انتهاء النزال لتهنئة رولينز بالفوز 

## سمر سلام 2014
بعدها طالب دين امبروز بمواجهة رولينز في مباراة انتقام وهذا ما وافق عليه رولينز
أشعل هذ النزال المدرجات بالحماسة والاثارة التي قدّمها سيث رولينز وغريمه دين أمبروز الذي كان قريبا من الفوز لولا تدخل مدير العمليات كين في اللحظات الاخير مما اتاح الفرصة لرولينز لخطف الفوز 

## ليلة الأبطال 2014
بعد الأنتهاء من دين دخل سيث في عداء جديد مع رومان رينز وحاول القضاء على رينز بنفس الطريقة التي فعلها ل دين أمبروز ولكنه فشل في ذلك وفي ليلة الأبطال2014 لم يتمكن رومان رينز من المجئ للعرض بسبب الأصابة التي تعرض أليها ونقل ألى المشفى للعلاج، وقد عاد دين امبروز في العرض وحاول الهجوم على رولينز ولكنه منع منقبل السلطة (تريبل اتش وكين) وقد حاول سيث أستخدام العقد إلذي يمتلكه في الحقيبة أثناء مباراة جون سينا وبروك ليسنر وبذلك منع سنا من الفوز بعد أن أوشك على هزيمة بروك ليسنر 

## الجحيم في الزنزانة 2014
بعد عودة دين امبروز في عرض راو في يوم في يوم 22 سبتمبر 2014 ورغبته في الأنتقام من سيث رولينز تدخل جون سينا وأصبح الأثنان يتوجهان لمن سيقاتل سيث وقرر تريبل اتش ان يتواجه الأثنان والفائز سيواجه سيث في الجحيم في الزنزانة في مباراة من نوع القفص، وفي يوم 13 أكتوبر في عرض الراو توجها دين وجون في مباراة بدون قواعد وتمكن دين امبروز الفوز بعد أن تدخل السلطة (سيث رولينز وكين وراندي أورتن) بالمبارة وبذلك سيواجه أمبروز يث رولينز في الجحيم في الزنزانة في يوم 26 أكتوبر
سجّل المصارع “الغامض” براي وايت عودة مفاجئة أثناء النزال وهاجم دين أمبروز بعد أن خرج من داخل الحلبة، وساعد سيث رولينز على تثبيت خصمه بسهولة، وأنهى براي وايت المشهد كاملا بتنفيذ ضربة “سيستر أبيجال” القاضية وسط ذهول الجميع من تدخله 

## تي ال سي 2014
وبعدها طالب سينا بمواجهة رولينز للانتقام ووافق تريبل اتش علي المواجهة وقرر ان تكون المباراة من نوع طاولات الفائز يواجه بروك ليزنر في رويال رامبل
قُرع جرس النزال واستهل جون سينا وسيث رولينز مواجتهما بمعركة كلامية قصيرة قبل أن يظهر الحقد المتبادل بينهما من خلال اللكمات القوية والعنيفة التي بدأ بها المصارين النزال، ولم يستغرق عنصري الأمن نوبل وميركوري وقتا طويلا كي يتدخلا بمجريات النزال بتشتيت انتباه جون سينا.
حاول جون سينا رمي خصمه رولينز على الطاولة أكثر من مرة بعد سيطرته عليه، لكن نوبل وميركوري كانا له بالمرصاد ومنعوه من إدخال الطاولة إلى الحلبة أكثر من مرة، ولم يسلم من هجومهما حين كان قريبا من إنهاء النزال لمصلحته أكثر من مرة، وتحول تدخلهما إلى هجوم مباشر عليه.
لكن جون سينا استفاق وعندما حملاه تمهيدا لرمي رولينز له فوق طاولة خشبية ورد الهجوم على ثلاثتهم، إلّا سيطرة سينا لم تدم طويلا بتفوق الكثرة على الشجاعة، لتستقر المواجهة بعدها على ذلك الوضع وتبادل للسيطرة بين سيث رولينز وسينا الذي توجب عليه مواجهة الثلاثة معا من حين لاخر.
بدأت بعد تلك المرحلة محاولات جدية لإنهاء النزال من كلا الطرفين باستخدمهم للطاولات الخشبية داخل وخارج الحلبة، كما لجأ سيث رولينز لاستخدام الحقيبة الذهبية محاولا انهاك خصمه الذي استفاق لاحقا وتمكن من رمي رولينز فوق الطاولة، لكن الحكم كان طريح الأرض بسبب ضربة تعرّض لها أثناء النزال ولم يشاهد ما حدث.
تدخل بعد ذلك ميركوري ونوبل وقاما برمي الطاولة خارج الحلبة وساعدا رولينز على النهوض، واستعد ثلاثتهم لقب الأمر على سينا ورميه فوق الطاولة، لكنه استفاق وطرد رولينز من الحلبة وحمل عنصري الأمن معا ورماهما فوق طاولة وسط الحلبة.
عاد سيث رولينز وجون سينا للالتحام بعد استفاقة الحكم ونشب عراك بينهم خارج الحلبة انتهى بسقوطهما معا فوق الطاولات التي نصبت جانب الحلبة، دخل طاقم من الحكام وقام كل واحد منهم برفع يد رولينز وسينا، لكن الحكم الرئيسي قرّر إعادة النزال بسبب عدم قدرتها على تحديد من سقط أولا فوق الطاولة.
وبعد قرع الجرس مرة أخرى اشتبك سينا ورولينز إلى أن دخل العملاق بيغ شو إلى الحلبة وبدأ بتعذيب جون سينا، لكنه تفاجئ بدوّي موسيقى رومان رينز الذي عاد وأطاح ببيغ شو وسيث رولينز الذي وقع بين يدي سينا الذي لم يتردد بإنهاء النزال ياستخدام ضربته القاضية “تقويم السلوك” عندما رمى خصمه فوق الطاولة وأنهى المواجهة القوية 

## سيرفايفر سيريز 2014
وقرر سينا الوقوف امام السلطة بعد طردهم لدولف زيجلر ورايباك من الاتحاد وتحدي سينا فريق السلطة في سيرفايفر سيريز ان فاز فريق سينا يعود كل من زيجلر ورايباك ويصبحوا هم السلطة الجديدة ولم يكن هناك خيار اخر امام السلطة الي الموافقة ليتم تحديد مباراة بين فريق سينا (جون سينا - دولف زيجلر - رايباك - بيغ شو - ايريك روان) ضد فريق السلطة (سيث رولينز - كين - مارك هنري - روسيف - لوك هاربر)
شهد النزال إثارة كبيرة للغاية وتمكن فريق جون سينا من الفوز عن طريق النجم دولف زيجلر بمساعدة الأسطورة ستينغ الذي صمد طويلا وكثيرا أمام تدخلات تربل اتش العنيفة ضده وضد الحكام الخاصين بالنزال الذين أطاح بهم كلما أرادوا العد لمصلحة زيجلر، ولا ننسى ذكر خيانة بيغ شو للفريق بضربه لجون سينا
وسجّل الأسطورة ستينغ ظهوره الأول بشكل مفاجئ أثار دهشة الجميع، وبالذات تربل اتش الذي لم يصدق ما كان يشاهده أمام عينيه، وقبل دخوله إلى الحلبة أطاح ستينغ بالحكم ارمسترونج الذي نفذ أوامر مديره ودخل للعد على دولف زيجلر بعد أن ضربه ووضع رولينز فوقه.
تبادل ستينغ وتربل اتش النظرات لكن الاخير قرّر الهجوم عليه إلّا أنه كان يقظا ونفذ ضربته القاضية وسحب دولف زيجلر ووضعه فوق سيث رولينز وغادر الحلبة، عاد الحكم وعد على رولينز وأنهى النزال بخسارة فريق السلطة، لتبدأ الجماهير بالغناء لتربل اتش وستيفاني أغنية الوداع المعروفة ثم هتافات دانيال براين “نعم نعم”.
صدمت ستيفاني مكمان بعد أن استفاقت من غيبوبتها اثر سقوطها عليه سابقا من اعلى الحلبة، وانتهى العرض على مشهد صراخها على الجماهير التي صخبت بالغناء لهم والسخرية منهم، وتوعدتهم ستيفاني بأن الأمر لم ينتهي بعد، وانتهى العرض على مشهد غناء الجماهير “لقد تم طردكما” أثناء صراخ ستيفاني وسط الحلبة وبكائها أمام الجميع 
ولكن في عرض راو التالي كان ايدج يقدم برنامجه ولكن دخل رولينز ومعه كين وبيغ شو وهدد بضرب ايدج بالكرسي ان لم يعلن سينا عن تخليه عن السلطة وعودة السلطة الحقيقية وكان ايدج يستمر في قول لا تفعل هذا يا سينا والجماهير تقول لا لا لا ولكن سينا لم يكن امامه خيار اخر ليعلن عن عودة السلطة وبعدها دخل كل من تريبل اتش وستيفاني مكمان ليبداو الاحتفال

## رويال رامبل 2015
ومن ثم أعلن تريبل اتش عن إضافة سيث رولينز لمباراة لقب الاتحاد في رويال رامبل
بدأت المواجهة القوية التي تم أعلانها بلا قوانين ونظرات الحذر تعلو وجه سيث رولينز وجون سينا، بينما ركز بروك ليزنر على الهجوم والانتقام من ليزنر الذي تجرأ عليه كثيرا في الفترة الأخيرة، وتسبب هربه بضربة جيرمان سوبليكس جديدة لسينا تبعتها ضربات أخرى لعنصري الأمن ميركوري ونوبل عند محاولتهما إنقاذ رولينز.
واستمر بروك ليزنر بمارسة هوايته بتنفيذ ضربات جيرمان سوبليكس على كلا المصارعين، وبعد طرده لسيث رولينز من الحلبة حاول الضغط على على جون سينا بحركة إخضاع قاضية “كيمورا لوك” تملص سينا منها بعودة رولينز إلى الحلبة، واشتعلت الإثارة أكثر وأكثر عندما قام سينا بتنفيذ ضربته القاضية التي لم تجدي نفعا مع وحش بشري مثل ليزنر.
حاول بعد ذلك سيث رولينز اقتناص الفرص أكثر من مرة لكنه محاولاته كانت تفشل أمام ليزنر الذي تعرّض بعد ذلك لثلاث ضربات قاضية (تقويم السلوك) من جون سينا الذي كاد أن يستعيد اللقب لولا تدخل سيث في اللحظات الاخيرة عندما سحبه منه الحلبة، وتبع ذلك هجوم بجانب الحلبة قام سينا بتحطيم الجاجز بخصمه ليزنر الذي استمر بالمقاومة ليحصل على دفعة إلى الأدراج الحديدية.
أتبعها جون سينا بضربة بالدرج على رأس بروك ليزنر الذي استلقى على طاولة المعلقين، ولم يسلم بعدها على الإطلاق عندما نفذ سيث رولينز قفزة رائعة للغاية حطم بها الطاولة التي فوقها ليزنر الذي لم يقوى على الوقوف، حاول سينا استغلال الظرف وأعد رولينز لتثبيته داخل الحلبة لكنه تعرَض لمحاولتي تثبيت مباغتة من خصمه سيث، وكان قريبا بعدها من إنهاء المواجهة بعد ضربة تقويم السلوق تملص رولينز منها في اللحظات الأخيرة.
استمر غياب بروك ليزنر عن الحلبة واستمرت معها محاولات التثبيت المتبادلة بين جون سينا وسيث رولينز دون وصول أحدهما لهدفه بانتزاع اللقب، وكاد سينا أن يرغم رولينز على الاستسلام باستخدام حركة الإخضاع الخاصة به، لكن ميركوري ونوبل كانا له بالمرصاد وتمكنا من تخليص رولينز الذي حاول نفذ ضربة “تربل بور بومب” بمساعدهما، لكنها لم تكن كافية للنيل من جون سينا.
استيقظ جون سينا بعد ذلك وطرد رولينز من الحلبة ونفذ حركة تقويم السلوك على ميركوري ونوبل معا، لتعود محاولات التثبيت سانحة أما خصمه الذي عاد مستخدما حقيبته الذهبية، وبعد قفزة رائعة من سيث من أعلى الحبال عاد بروك ليزنر إلى الحلبة بعد أن حصل على معاينة طبية من الفريق الطبي بجانب الحلبة، بطرد سينا بحركة جيرمان سوبلكس، تبعتها ضربة F5 قوية للغاية على رولينز مكنته من الفوز بالنزال الرائع والمثير جدا والمحافظة على لقبة كبطل لـ WWE 

## فاست لاين 2015
تم الإعلان عن مباراة تجمع بين سيث رولينز وبيغ شو وكين ضد دولف زيجلر وايريك روان ورايباك
افتتحت هذه المواجهة المثيرة أحداث عرض فاست لين 2015 وتواجد دولف زيجلر وسيث رولينز في البداية لزيادة الاثارة المرتقبة من هذه المواجهة، ونجح زيجلر وبعدها إيريك روان من السيطرة على رولينز ومدير العمليات كين، وبقي الحال على ما هو عليه إلى أن دخل العملاق بيغ شو وقلب الموازين لمصلحة فريق بعدما سيطر على إيريك روان.
تناوب بيغ شو ورولينز وكين على تعذيب إيريك روان وسط هتافات قوية من الجماهير لرايباك “أطعموني المزيد” إلى أن دخل إلى الحلبة بعد نجاح روان بالتملص من هجوم سيث رولينز، سيطر الفتى الكبير على الحلبة إلى أن تدخل جيمي نوبل وجوي ميركوري وشتتوا انتباهه، مما سمح لسيث بطرحه أرضا لكن دون فائدة تذكر بعد استعادة رايباك لموازين الامور، وكان قريبا من تحقيق الفوز بعد ضربة قاضية لولا تدخل بيغ شو بشكل غير قانوني.
نجح رايباك بإدخال زميله المتحمس دولف زيجلر الذي تمكن من ضرب فريف السلطة داخل وخارج الحلبة وكان هو الاخير قريبا من تحقيق النصر، لكن الهزيمة كانت من نصيبه بتدخل جديد من بيغ شو الذي لكمه بقبضته القاضية من خارج الحلبة، مما أتاح الفرصة لمدير العمليات كين لتثبيته وإنهاء المواجهة لمصلحة فريق السلطة الذي استمر بتعذيب الفريق بعد المواجهة 

## رسلمينيا 31
عاد راندي اورتن الي السلطة ولكن لم يدم طويلا حتي خانهم اثناء مباراة تجمع بينه وبين رولينز كفريق اثناء ما كان يحاول رولينز ان يسلم الدور الي اورتن ولكن اورتن رفع يده ونفذ حركة الاصبع الأوسط ليتم الإعلان عن مباراة بين رولينز واورتن في راسلمانيا
النزال الثاني من العرض الرئيسي بمهرجان الرسلمانيا 31 التاريخي كان مواجهة الانتقام المرتقبة بين الأفعى راندي أورتن والنجم الشاب سيث رولنز.
إنطلق النزال بشكل متكافئ بين الطرفين لكن سرعان ما تمكن سيث من السيطرة على خصمه وتسديد البعض من أقوى ضرباته عليه، لكن راندي عاد في النزال ونجح في صد ضربات سيث رولنز وتمكن من إلقائه على الأرض لكن تدخل فريق جي & جي إسترعى انتباه راندي ودفعه لتسديد ضربة دي دي تي ثنائية عليهما في نفس الوقت مما اتاح ذلك الفرصة لسيث رولنز لشن هجوم مفاجئ على راندي وإعادة السيطرة على النزال.
استعاد راندي التحكم في النزال وتمكن من حصر خصمه في الزاوية لتسديد لكمات قوية عليه لكن سيث تمكن بعدها من صد ضربة دي دي تي حاول راندي تسديدها عليه وقام سيث بعدها بضربة “موت سولت” رائعة على راندي وهو خارج الحلبة.
تبادل بعدها الثنائي الضربات وتمكن راندي أخيرا من تسديد ضربة ار كي أو على خصمه لكن سيث رولنز تمكن من كسر التثبيت بعدها بأعجوبة، حاول بعدها راندي ركل سيث في رأسه لكن تدخل فريق جي & جي أتاح الفرصة لسيث رولينز مجددا للعودة في النزال وضرب راندي بالـ”كورب ستومب” لكن راندي تمكن من كسر التثبيت بعدها.
حاول بعدها سيث ضربته المشهور “فينكس سبلاش” من على الزاوية لكن راندي أورتن تفاداها وتمكن بعدها من تسديد ضربة ار كي أو رائعة مكنته من الفوز بالنزال 
وكان الحدث الرئيسي لهذا العروض بين بروك ليزنر ورومان رينز علي لقب الاتحاد
انطلقت المواجهة الكبيرة والحدث الرئيسي لعرض ومهرجان الأحلام الرسلمينيا 31 بشكل حماسي ورائع للغاية، وقدّم كلا المصارعين اداءً سريعا ومذهلا انتهى بسيطرة بروك ليزنر الذي بدأ الدماء تظهر على وجهه بسبب لكمات عنيفة من رومان رينز أثناء العراك في افتتاح المباراة
سيطر الوحش البشري على خصمه بطريقة ملفتة للنظر بالرغم من محاولات رومان رينز للاستحواذ على بروك ليسنر التي باءت جميعها بالفشل، وتفاعلت الجماهير كثيرا مع الضربات الموجعة التي نفذها ليسنر ورينز كلّما أتيحت له الفرصة لذلك، حيث ركّز الوحش على تنفيذ عدد من ضربات السوبلكس التي أنهكت خصمه.
بدأ النجم بروك ليسنر محاولات التثبيت بعد تنفيذه لما مجموعه عشر حركات سوبليكس، وبعد نجاح رينز بالتملص من العد الثالث غضب ليسنر وبدأ بصفعه على وجهه مرارا وتكرارا وكرّر حركة “جيرمان سوبليكس” وأتبعها بحركة F5 القاضية، إلّا انها لم تكن كافية لكسر طموح رومان رينز وحماسه بانتزاع اللقب.
وعادت الدماء لتسيل من رأس بروك ليزنر بغزارة بعدما دفعه رومان رينز إلى زاوية الحلبة في الأسفل، لتأتي بعد ذلك ثورة المصارع الشاب الحقيقية التي مكنته من السيطرة على مجريات النزال بعد “لكمات سوبر” متتالية وضربة سهم أطاحت بليزنر، لكنها لم تكن كافية لتثبيت الوحش البشري.
دخل المصارع سيث رولينز راكضا إلى الحلبة حاملا حقيبته التي قرّر استبدالها بالدخول إلى النزال الذي تم إعلانه نزالا ثلاثي الأطراف، وبعد صولات وجولات بين المصارعين الثلاثة استغل رولينز الانهاك الذي تعرّض له ليزنر ورينز وتمكن من تنفيذ ضربته القاضية على رومان رينز الذي خدمه بضربة سبير على بروك ليزنر.
فرح سيث رولينز بتحقيق الفوز واختطاف اللقب من الوحش البشري بروك ليزنر وسارع بالركض لمدخل الملعب الذي تحوّل لساحة ألعاب نارية اعلانا لانتهاء عرض ومهرجان الأحلام الرسلمينيا وتتويج بطل جديد 

## اكستريم رولز 2015
أعلن كين عن مباراة بين راندي اورتن وسيزارو ان فاز اورتن سيحدد شرط للمباراة الخاصة به في اكستريم رولز
ولكن تدخل تايسون كيد ليساعد صديقه واعلن كين ان المباراة تحولت الي هانديكاب اثنين ضد واحد تايسون كيد وسيزارو ضد راندي اورتن ان خسر اورتن سيخسر فرصته في اكستريم رولز وان فاز اورتن سيحدد شرط للمباراة واستطاع اورتن من الفوز بالمباراة
ظهر بعد ذلك مدير العمليات كين خلف الكواليس برفقة بطل WWE سيث رولينز برفقة جيمي نوبل وجوي ميركوري، وبدت علامات عدم الراحة على وجوههم بسبب فوز راندي أورتن، وطالب رولينز كين بتغيير خصمه ليستغل الاخير الفرصة ويشكك بقدراته ويسأله إن طان خائفا من مواجهة دولف زيجلر.
سخر سيث رولينز من تحليل كين للأمور وأكد أنه لا يخشى دولف زيجلر على الإطلاق، وقال إنه مهتم بمواجهة شخص يعرف ما هو الأفضل للأعمال مستعد للتضحية من أجل ذلك، وتساءل كين إن كان رولينز يريد مواجهته والسماح له بتثبيته كي يحصل على فرصة لاختيار طريقة النزال مع أورتن، أنكر سيث ذلك مخادعا وقال إن مهمته الأولى هي ضمان حمايته وحماية اللقب وأخذ يهدده بالإتصال مع تربل اتش مما أغضب كين ودفعه لمغادرة الغرفة وتم الإعلان عن مباراة بين رولينز وكين
أراد سيث رولينز الفوز بالنزال دون أي احتكاك وطلب من كين أن يستلقي على أرض الحلبة لتثبيته بشكل فوري، لكن تاريخ كين منعه من ذلك وقام بضرب سيث رولينز بضربة شوك سلام بعد ان ضرب عنصري الحماية، لكنه وقبل أن ينهي على رولينز قرّر أن يقوم بما فيه مصلحة السلطة واستلقى على أرض الحلبة وسحب رولينز فوقه ومنح الفوز السهل
وفي نهاية العرض
دخل المصارع سيث رولينز إلى الحلبة برفقة جيمي نوبل وجوي ميركوري وجلس على على كرسي من الجلد الفاخر وتحدث عن نفسه كمستقبل WWE وأحد أفضل الأبطال في تاريخ الاتحاد، وقال أنه بإمكان الجماهير الهتاف ضده كما يحلو لهم، لأن ذلك لن يغير حقيقة فوزه باللقب وانتزاعه من رومان رينز وبروك ليزنر معا.
تحدث سيث رولينز بعد ذلك عن فوزه على مدير العمليات كين وقال إنه استحق اختيار طريقة لعب نزاله ضد راندي أورتن في عرض اكستريم رولز 2015، وطلب منه الدخول إلى الحلبة كي يخبره بقراره وجه لوجه، تحدث اورتن عند وصوله قائلا إن رولينز يعقد الامور واقترح معركة عاجلة يخبر بها الفائز خصمه بطريقة المواجهة بعدما يقف فوق جسده ووعده بأن يكون ذلك المهزوم.
تبجح سيث رولينز بتعقيده للأمور وقال إنه يخلق من خلالها الفرص الثمينة التي مكنته من الحصول على اللقب، وانتقل للحديث عن طريقة لعب المواجهة وأنه سيحرم أورتن من أقوى سلاح يمتلكه وهي ضربة الRKO وأعلن رولينز أنها محظورة خلال مواجهتهما، وأن أورتن لا يستطيع فعل شيء بدونها.
رد راندي أورتن ساخرا من سيث رولينز وقال إن نقطة قوته الوحيدة هي حماية السلطة الإدارية له، وأنه بدونهم لا سيكون عاجزا، وتساءل عمّا سيحدث في حال تم قطع التواصل بينهما، وأعلن أن المواجهة بينهما ستلعب داخل القفص الحديدي مما أزعج رولينز كثيرا.
وقال أورتن أنه سيعوض هذه الجماهير الغفيرة عن عدم وجود ضربة RKO في عرض اكستريم رولز كي يشعروا بالرضا مقابل ما دفعوه من نقود، وهاجم سيث رولينز ومساعديه بشكل مباغت ونفذ ضربة ار كي أو على جوي ميركوري بعد ان تمكن رولينز من الفرار والوصول لمدخل الصالة، وانتهى العرض على تبادل للنظرات الحادة بينهما 
في عرض الراو الاسبوع التالي
انطلق عرض الرو بإنزال القفص الحديدي على الحلبة تمهيداً لنزال راندي أورتن ضد بطل WWE سيث رولينز الأحد، دخلت “الأفعى” راندي أورتن وهي تحدق للقفص وسط ترحاب جماهيري كبير من قبل الحاضرين.
استهل أورتن حديثه عن منع استخدامه لحركته القاضية “RKO” في عرض أكستريم رولز، وأكد على امتلاكه الكثير من الأسلحة لاستخدامها في النزال ولن يتأثر بمنع تنفيذها بل سيقوم بكسر فك رولينز، تحدث أيضا على ماسيفعله بغريمه رولينز مؤكداً بأنه سيتزوق الألم بكل الطرق من خلال سيل الدماء من وجه بعد إطاحته في جوانب القفص -كما قال أورتن-، قاطعه رولينز عن الحديث مع حارسيه جيمي وجوي.
حيث بدأ رولينز مخاطباً راندي بأنه يعاني من الغضب المفرط ليرد الأخير عليه بأنه يعاني من مرض يسمى سيث رولينز، وأكد “فتى السلطة” قائلاً إذا مع السلطة أو بدونها سيفوز مهما كلف الأمر، ووعد راندي أورتن بأنه لن يخرج من العرض وهو بطل WWE، ليرد أورتن مهدداً لخصمه بأنه سيذهب خلف الكواليس وسيقوم بتنفيذ RKO لكل شخص سيراه.
فريق نيو داي -يهزم- فريق لوتشا دراجونز
فاز فريق نيو داي ليكون الفريق الأحق بالمنافسة على لقب الزوجي في عرض أكستريم رولز، لم تدوم فرحة الفريق المنتصر طويلاً حيث تفاجئ فريق نيو داي بوجود راندي أورتن في الحلبة لينفذ حركته القاضية “RKO” ليهرب بعدها بيج أي خوفاً من الدخول في صراع مع الافعى، لينفذ بذلك أورتن وعده وتهديده على أن كل شخص سيتذوق الـRKO
ظهر هيث سليتر مع أيريك راون خلف الكواليس وتحدث سليتر عن التحدي المفتوح للقب الولايات المتحدة الأمريكية، ليتفاجئ سليتر بتنفيذ RKO خاطفة من قبل راندي أورتن الذي قام بالعد على أصابع يده قائلاً “فعلت ثلاثة RKO”.
ذا ميز -يهزم- ميز داو
فاز ذا ميز بمساعدة المصارعة سمر راي بعدما قامت بخيانة ميز داو عن طريق ووضع اصابعها في وجهه، ليقوم ذا ميز بتثبيت ميز داو بكل سهولة، أخذ ذا ميز الميكروفون ليحتفل بالانتصار ولكن تفاجئ بتنفيذ RKO من قبل راندي أورتن ليشير باصابعه برقم “أربعة” مشيراً لتنفيذ RKO أربع مرات على مصارعين مختلفين.
سيث رولينز-يهزم- دولف زيجلر
تدخل شيمس في النزال ضد دولف زيجلر مما كلفه نتيجة النزال ليقوم رولينز بخطف الفوز، دخل تريبل إتش وطلب من الجمهور الترحيب بالرجل الذي سيهزم راندي أورتن يوم الأحد القادم ليخرج بعدها محتفظاً ببطولة WWE
قاطعه “مدير العمليات” كين الذي حاول أن يباغت رولينز لولا تدخل تريبل إتش وحارسي رولينز الشخصيين، في هذة الأثناء بدأ القفص الحديدي ينزل على الحلبة تدريجياً وحينها ظهر راندي أورتن ليحاول رولينز الفرار ولكنه تلقى RKO طائرة من فوق الحبل الثالث، وسط نظرات الغضب من قبل تريبل إتش وابتسامة كين 
انطلقت المواجهة الرئيسية في عرض اكستريم رولز 2015 بحذر شديد من قبل حامل لقب WWE سيث رولينز الذي حاول الهروب من النزال بشكل سريع نظرا لدخوله إلى الحلبة وحيدا بموجب قانون النزال الذي فرضه أورتن عليه في وقت سابق.
تبادل اورتن ورولينز السيطرة على المواجهة تحت أنظار مدير العمليات كين الذي لعب دور المراقب والحارس على مدخل القفص الحديدي كمكافأة من المدير التنفيذي تربل اتش على وفائه لفريق السلطة الإدارية، حاول رولينز الهروب من القفص أكثر من مرة لكن خصمه كان دائما بالمرصاد.
كاد سيث رولينز أن ينجح بالهروب من القفص الحديدي مع وصول فريق الحماية الخاص به جيمي نوبل وجوي ميركوري اللذان حاولا سحبه لكن اورتن كان لهما بالمرصاد وأطاح بهما أرضا، وفي إحدى اللحظات كان اورتن قادرا على الخروج من القفص لكنه قرّر تثبيت رولينز عندما اوهم الجميع أنه سينفذ ضربة RKO لكنه قام بتنفيذ ضربة “بيدجري” الخاصة بتربل اتش، إلّا أن رولينز تملص قبل العد الثالث.
صُدم راندي اورتن من قدرة خصمه على الصمود وأراد أن ينفذ حركة ركلة الجمجمة التي هرب منها رولينز وأتبعها بضربة مضادة له، اقترب أورتن من الخروج من الحلبة لكن كين منعه من ذلك، ليتعرض كين بعدها لضربة من سيث عن طريق الخطأ باستخدام باب القفص مما أغضبه كثيرا.
قرّر كين الدخول إلى الحلبة لمهاجمة رولينز وحاول فريق الحماية منعه لكنهما تعرّضا لضربة قاضية منه، ثم نفذ ضربة “شوك سلام” على أورتن ورولينز ووضع الأول تحت الثاني من أجل تثبيته، إلّا ان الأفعى تملص من الموقف ونفذ ضربة RKO على كين لتتاح الفرصة أمام رولينز لتنفيذ ضربة RKO على راندي مكنته من مغادرة الحلبة والاحتفاظ بلقبه الكبير 

## بايباك 2015
فريق رومان رينز وراندي أورتن -يهزم- فريق كين وسيث رولينز
بعد النزال قام كين بإعلان نتيجة التصويت الخاص بالجمهور لنزال سيث رولينز على لقب WWE، ليقرر الجمهور أن رولينز سيقابل رومان رينز وراندي أورتن بنسبة تفوق الـ 78%، ليكون بذلك نزال ثلاثي على بطولة WWE
في عرض راو التالي
دين أمبروز – يهزم – سيث رولينز
نجح دين أمبروز باختطاف الفوز والانضمام رسميا لمواجهة الحدث الرئيسي في عرض بايباك 2015 بالرغم من تدخل جيمي نوبل وجوي ميركوري اللذان حظرهما كين من التواجد في الصالة أثناء النزال، وصخبت الجماهير في الهتاف لأمبروز الذي احتفل بفرحة كبيرة بهذا الإنجاز.
دخل سيث رولينز على مدير العمليات كين خلف الكواليس وعبّر له عن غضبه بسبب ما حدث له، إلّا ان الأخير عمل على تهدئته واحتواء غضبه، وأكد له أن ذلك في مصلحته كي يثبت نفس بطلا يستحق ذلك الحزام ووعده بإيجاد حل مناسب له
سيث رولينز – يهزم – أورتن ورينز وأمبروز
شهدت المواجهة إثارة كبيرة وقوة وسرعة وعنف كبير أجبر الجماهير على الهتاف “هذا رائع” أكثر من مرة، كما شاهدت الجماهير تعاونا مشتركا في أغلب أوقات النزال بين دين أمبروز ورومان رينز اللذان تواجها في الحلبة بعدما أطاح كلاهما بباقي الخصوم بما فيهم ميركوري ونوبل وكين الذي حاول التدخل في النزال لمصلحة رولينز أكثر من مرة.
كما أمتع راندي أورتن الجماهير بضربات الRKO بعدما أسقط ميركوري ونوبل وأتبعهما بمدير العمليات كين أثناء تواجده مع سيث رولينز في الحلبة نهاية النزال، لكن الأخير تمكن من الحفاظ على لقبه بعدما نفذ ضربة “بيديجري” الخاصة بتربل اتش لتثبيت أورتن، وانتهى العرض على مشهد دخول هنتر ورفعه ليد رولينز عاليا عند مدخل الصالة بينما خصومه على الأرض مصدومون من نهاية النزال 

## المنيشن تشامبر 2015
طالب دين امبروز فرصة اخري علي اللقب ولكن ستيفاني مكمان وتريبل اتش ردوا عليه ان عليه الانتظار مع باقي المصارعين حتي ياخذ فرصة
وفي نهاية عرض الراو بدات السلطة بالاحتفال بفوز سيث رولينز علي اورتن وامبروز ورينز في بايباك
ولكن تدخل امبروز وبدا في ضرب رولينز داخل وخارج الحلبة وتدخل في العراق الحراس جي وجي وايضا كين
ولكن امبروز هدد ستيفاني بعد وضع راس رولينز علي مجموعة من الحجارة وهدد بضرب رولينز بالكرسي ولم يكن هناك خيار اخري الا ان توافق ستيفاني علي المباراة ولكن بعدها نفذ رولينز حركة بيديغري علي امبروز ورفع الحزام عاليا
في المنيشن تشامبر
دخل سيث رولينز إلى الحلبة برفقة فريق الحماية جيمي نوبل وجوي ميركوري ومدير العمليات كين بينما فضّل دين أمبروز الظهور وحيدا، وكانت بداية المواجهة حذرة من كلا الطرفين اللذان ركزا على حركات الإخضاع قبل أن ينسحب رولينز من الحلبة مؤقتا بعد ضغط خصمه على ذراعه بشكل كبير.
أخذت حرارة النزال ترتفع تدريجيا بعدما بدأ دين أمبروز وسيث رولينز بتبادل الضربات واستفادة الأخير من تشتيت ميركوري ونوبل لانتباه الحكم أكثر من مرة، ليسيطر رولينز على مجريات المواجهة بشكل كامل محاولا تثبيت خصمه بشكل متكرر دون أن تفلح محاولاته.
عاد دين أمبروز للدخول في أجواء المواجهة وكاد ان يخطف الفوز من خصمه بحركة قوية تبعتها سيطرة شبه كاملة مما دفع فريق الحماية لسحب رولينز من الحلبة، لكن امبروز تبعه بقفزة سقط بها كلاهما وراء طاولة المعلقين، ولم يمضي كثير من الوقت حتى استفاد رولينز من تدخلات فريقه باستعادته لزمام الأمور.
فاجئ دين أمبروز خصمه باستفاقة كادت ان تضمن له الفوز باللقب بعد تنفيذه لمجموعة من الحركات الرائعة، ولم ينسى أمبروز مساعدي خصمه ونفذ قفزة مجنونة من أعلى الحبال على كين ونوبل وميركوري من أعلى الزاوية، وأتبعها قفزة أخرى حين عودته إلى الحلبة أصاب بها حكم اللقاء دون قصد.
استمرت المواجهة بين الطرفين في ظل غياب الحكم إلى أن تمكن دين امبروز من تنفيذ ضربته القاضية ليدخل حكم آخر ويقوم بالعد على سيث رولينز وإنهاء النزال لمصلحة أمبروز، لكن الحكم الأول استفاق واحتسب الفوز بعدم الأهلية لمصلحته أيضا مما يعني بقاء الحزام مع رولينز.
رفض دين أمبروز تسليم الحزام لرولينز مما دفع فريق السلطة إلى الدخول والهجوم عليه وانتزاع الحزام، لتدوي موسيقى رومان رينز ويفاجئ سيث رولينز بقدومه من المدخل الرئيسي وهجومه عليه، أعاد رينز الحزام لصديقه وهاجم باقي أعضاء السلطة، التقط أمبروز الميكرفون وقال إنه سيحتفظ بالحزام لأنه من فاز بالنزال، وغادر برفقه صديقه من بين الجماهير والغضب الشديد يعتري رولينز الذي بقي مصدوما في الحلبة 

## ماني إن ذا بانك 2015
أعلن امبروز انه لن يعيد اللقب الا لو أخذ مباراة اخري وتكون مباراة سلالم ووافق اتش علي المباراة
انطلقت المواجهة المرتقبة بين النجمين دين أمبروز وسيث رولينز بجس نبض كل طرف للاخر وبتفوق ملحوظ لأمبروز الذي استغل الضغط النفسي الذي تعرّض له رولينز قبل النزال بسبب خروجه للمواجهة وحيدا دون حصوله على خدمات فريق السلطة الذي دعمه كثيرا منذ حصوله على اللقب في الرسلمينيا 31.
بدأ بعد ذلك كلا النجمين بالقتال خارج الحلبة باستخدام السلم الحديدي واستهل أمبروز محاولات انتزاع الحزام المعلّق وسط الحلبة لكنه وجد رولينز أمامه على السّلم، ليقرر تأجيل الفكرة قليلا والتركيز على الهجوم على خصمه بشكل عنيف قبل أن يحاول انتزاع الحزام مرة أخرى باءت بالفشل بسبب استخدام خصمه للكرسي الحديد في الإطاحة به.
ساعدت الخطوة الأخيرة سيث رولينز في السيطرة على المواجهة بشكل كامل، وأخذ يركز في هجومه العنيف باستخدام السلالم على ركبة دين أمبروز الذي تأذى كثيرا بسبب ذلك الهجوم، واستمتع سيث يتعذيب دين لدرجة أنه لم يفكر بانتزاع الحزام باستخدام السلالم، وشهدت تلك الفترة محاولة يتيمة من مبروز للعودة إلى المواجهة.
استمر سيث رولينز بالهجوم على دين أمبروز باستخدام الكرسي الحديدي تارة، وباستخدام يديه والتركيز على ركبته المصارعة تارة أخرى، وعندما قرّر البطل الصعود لانتزاع حزامه وجد خصمه قادرا على العودة بقدم واحدة ودفعه من أعلى السلّم، ليعود امبروز لأجواء النزال المثير بشكل قوي وملفت.
أخذت المواجهة بين أمبروز ورلينز تنتقل في أرجاء الصالة من مكان لآخر مع تبادل كلاهما للسيطرة على أجواء النزال من حين لآخر، ونجح المصارع “المجنون” بإسقاط خصمه على سلم نصب بين الحلبة وطاولة المعلقين، مما اتاح له محاولة انتزاع الحزام، لكن الإصابة ساعدت خصمه بالعودة وإحباط محاولته.
انتقلت المواجهة بين الطرفين من جديد لطاولات المعلّقين التي شهدت تنفيذ أمبروز لضربته القاضية على خصمه الذي بقي فوق الطاولة بينما عاد دين أمبروز إلى الحلبة واقترب كثيرا من الفوز، لكنه تفاجئ بعودة سيث رولينز الذي ضربه باستخدام شاشة المعلقين وصعد على السلّم محاولا انتزاع اللقب لكنه فشل بعد استفاقة دين من جديد.
ارتفعت وتيرة العنف بشكل ملحوظ بين كلا المصارعين باستخدام ما أتيح لهما وخصوصا من طرف سيث رولينز الذي ركّز على استخدام الكراسي الحديدية والسلالم في ضرب خصمه ودفنه تحتها في بعض الأحيان، إلّا أن كل ذلك لم يكن كافيا لكسر إرادة دين أمبروز الذي صعد مع خصمه إلى أعلى السلّم وقام بانتزاع الحزام معه في وقت واحد.
وفور سقوط كلاهما على الأرض كان اللقب بين يدي سيث رولينز مما دفع الحكّام لإعلانه فائزا بالنزال واللقب، ووجد رولينز دعما من تربل اتش الذي دخل إلى الصالة لتهنأته بالفوز الكبير والحفاظ على لقبه واستعادة حزامه من دين امبروز 

## باتل جراوند 2015
عاد بروك ليزنر لكي ياخذ حقه في مباراة امام رولينز من جديد وهذا ما حدث ولكن في البداية ضرب جي وجي وجعلهم يصابوا
بدأت المواجهة بين حامل لقب WWE سيث رولينز وغريمه الوحش البشري بروك ليزنر بتبادل للنظرات التي كانت واثقة من قبل رولينز وساخرة من قبل ليزنر، ونظر البطل إلى حزامه بشكل مطول قبل أن يسلمه للحكم الذي أعلن انطلاق النزال وسط هتافات الجماهير “لمدينة السوبلكس”.
قرّر سيث رولينز استخدام سياسة الكر والفر بعد انطلاقة خصمه العنيفة تجاهه، وهرب من الحلبة وعاد لها محاولا السيطرة على النزال لكنه لم ينجح مطلقا عندما كشّر الوحش البشري عن أنيابه ورحب بخصمه في “مدينة السوبلكس” بتنفيذ خمس ضربات جيرمان سوبلكس قوية وعنيفة.
لم يجد المصارع الشاب سيث رولينز وسيلة للحفاظ على لقبه سوى الهروب من الحلبة، لكنه وجد ليزنر له بالمرصاد عندما ركض خلفه وأعادة والحزام إلى الحلبة، وبعد تنفيذ ليزنر للضربة السادسة لعب رولينز بسياسة ذكية وأخذ يهاجم ركبة بروك التي أصابها سابقا في أحد عروض الرو.
ونجح سيث رولينز بالسيطرة على خصمه بشكل مؤقت، لكنه سرعان ما عاد لتلقي ضربات السوبلكس المتتالية التي وصل عددها لأحد عشر ضربة، وقرّر بعدها بروك ليسنر إنهاء النزال بضربة F5 لاستعادة اللقب، لكنه تفاجئ بقرعات جرس الأسطورة أندرتيكر مع تخييم الظلام الدامس على الصالة.
ظهر أندرتيكر في الحلبة التي اختفى منها سيث رولينز، وهو ما شكّل صدمة عنيفة لبروك ليسنر الذي تعرّض لهجوم قوي من الأسطورة الذي نفذ ضربة شوك سلام وتبعها بحركة ” شاهد القبر” وقبل أن يغادر الحلبة كرر الحركة ذاتها وغادر الحلبة بصورة رائعة 

## سمر سلام 2015
دخل سيث رولينز بشكل مفاجئ في تحدي جون سينا علي لقب الولايات المتحدة وبدا في الاستهزاء باللقب وقال ان لقبه أهم وأكبر بكتير ووافق سينا علي التحدي لكي يكسر رولينز منخار سينا ولكن سينا فاز واحتفظ باللقب وبعدها قام رولينز بتحدي علي لقبه ولكن يجب ان يكون أقل من ستة أقدام ووزنه أقل من 90 كيلو جرام
وكان يعتقد ان التوريتو هو من سيدخل ولكن بدات موسيقي لوس ماتدورس ولكن الذي دخل هو نيفيل ولكن رولينز استطاع الفوز
قابلت جماهير مدينة نيويورك جون سينا يهتافات مضادة فور دخوله إلى الحلبة وبأغلبية ساحقة، بينما حصل سيث رولينز الذي دخل بزي خاص وجديد باللون الأبيض على تشجيهم بالرغم من شخصيته المكروهة، لكنها انقلبت عليه أيضا بعد لحظات قصيرة.
وفور انطلاق المواجهة الكبيرة التي سيحمل الفائز بها لقب الولايات المتحدة وWWE بدأ الانقسام بين الجماهير على جون سينا الذي حاول السيطرة على المواجهة من بدايتها، لكن تبادل السيطرة كان هو السائد في البداية مع تفوق لرولينز يقفزات متتالية من الحلبة إلى الأرض على خصمه.
تبادل جون سينا وسيث رولينز السيطرة على مجريات النزال بسرعة كبيرة دون وجود تفوق واضح لأحد، وبدأ رولينز محاولات التثبيت باكرا بعد قفزة قوية من أعلى الحبال على جون سينا، لتبدأ سيطرته على المواجهة بحركات رائعة وقوية ومحاولات تثبيت لم تكلل بالنجاح.
باغت جون سينا بعد ذلك خصمه وبدأ بالعودة تدريجيا من خلال حركات قوية تبعتها محاولات للتثبيت لم تجدي نفعا مع سيث رولينز الذي تمكن من الإفلات من هيمنة غريمه، وكان قريبا من التثبيت بعد قفزة عالية قاومها سينا الذي حاول أن يقلبها لحركة تقويم السلوك التي نجح رولينز بتنفيذها في نهاية المطاب وكادت أن تحسم له اللقب لولا صمود خصمه.
أصبحت مجريات النزال تتقلب بسرعة كبيرة للغاية وبحركات رائعة من رولينز وسينا الذي نفّذ حركة الأسطورة ريك فلير الشهيرة “فيجر فور” نجح خصمه بقلبها لمصلحتها محاول إخضاع بطل الولايات المتحدة الذي أظهر قوة ولياقة كبيرة رغم ابتعاده لعدة أسابيع بعد الإصابة.
وجسّد جون سينا المثل القائل “عندما انتهيت من صنع سفينتي جف البحر” عندما نفّذ حركته القاضية على سيث رولينز لكن الحكم سقط أرضا بسبب اصطدامه بهما، وفي تلك الأثناء دخل الضيف الإعلامي جون ستيوارت حاملا كرسيا بيده وأوهم الجميع بأنه سيهاجم رولينز لكن مع حدث كان العكس.
حيث ضرب جون سينا بالكرسي على بطنه ورماها أمام أقدام سيث رولينز الذي نفّض حركة “بيدجري” فوق الكرسي وتمكن من تثبيت جون سينا بعد عودة الحكم الذي كان فاقدا للوعي، وأصبح بذلك بطل الولايات المتحدة الأمريكية وWWE 

## ليلة الأبطال 2015
بعد فوز سيث رولينز بلقب الولايات المتحدة والاتحاد قرر كل من ستيفاني مكمان وتريبل اتش عمل تمثال لسيث رولينز ودمه مع تماثيل الاساطير مثل اندريه ذا جاينت وهالك هوجن وراندي سافاج ووقت اعلان عن شكل التمثال كان واقف مكان التمثال ستينغ وبدا في ضرب سيث رولينز وسط ذهول من كل الموجدين وفي عرض راو الاسبوع الذي يليه ظهر ستينغ وقام برمي التمثال في القمامة وبدا في فرم التمثال وسط صراخ كبير من رولينز وفي عرض راو الاسبوع الي بعده أعلن تريبل اتش عن مباراة بين سيث رولينز وستينغ في ليلة الابطال علي لقب الاتحاد ولكن دخل سينا وقال ان في ليلة الابطال يجب علي كل الابطال الدفاع عن لقبهم واعلن انه سيواجه رولينز علي لقب الولايات المتحدة في ليلة الابطال
وكانت أول مباراة هي مباراة لقب الولايات المتحدة
انطلقت المواجهة بحذر شديد من حامل اللقبين سيث رولينز واندفاع من جون سينا الذي حاول تثبيت خصمه بعد أو احتكاك حقيقي، إلّا أن رولينز فرض سيطرته على النزال بعد ذلك بشكل واضح لكن مع محاولته للحفاظ على أكبر مجهود ممكن لخوض مواجهته الأخرى ضد الأسطورة ستينغ على لقب WWE
استمر سيث رولينز بفرض سيطرته الواضحة على جون سينا وبدأ محاولات التثبيت بعد حركة مميزة على خصمه الذي تعلّق بزاوية الحلبة، وركز رولينز على التباهي بسيطرته على مجريات المواجهة ونسي غريمه الذي حاول مباغتته وتثبته لكن دون جدوى، ليستمر بالتباهي ومحاولات تثبيت سينا الذي نجح بالعودة إلى أجواء النزال بعد وقت قصير
ارتفعت حرارة المواجهة أكثر وأكثر وبدأ كلا المصارعين بتبادل السيطرة ومحاولات التثبيت وتنفيذ الضربات القاضية، وكان جون سينا قريبا من تثبيت خصمه العنيد سيث رولينز أكثر من مرة، وقدّم بعد ذلك حامل اللقب أداءً متميز وكاد أن يحطم خصمه هو الآخر واستمرت المواجهة على المنوال ذاته من الإثارة بين المصارعين وهو ما استنزف الكثير من طاقة رولينز.
ونجح جون سينا ببراعة من استرداد لقب الولايات المتحدة بعد قفزة طويلة من أعلى زاوية الحلبة، وأتبعها بضربة “تقويم السلوك” كانت كفيلة بإنهاء صمود رولينز الذي تنتظره مواجهة حاسمة أخرى، حاول سيث الهروب إلى خلف الكواليس لكن سينا منعه وضربه وأعاده إلى الحلبة لكي يخوض مواجهته ضد الأسطورة ستينغ 
دخل المصارع الأسطوري ستينغ إلى الحلبة مستفيدا من الإنهاك الذي يعانيه سيث رولينز بعد مواجهته القوية والعنيفة ضد جون سينا على لقب الولايات المتحدة، وسيطر ستينغ على خصمه بشكل واضح للغاية داخل وخارج الحلبة رغم محاولة سيث ضربه بإحدى الشاشات لأنهاء المواجهة بعدم الأهلية مما يبقي اللقب بحوزته حتى في حال خسارته
بقي الحال على ما هو عليه وسيطرة من ستينغ إلى أن حاول تحطيم طاولة المعلقين بخصمه رولينز الذي نجح تماما بقلب الحال ودفع ستينج فوق طاولة المعلقين باللغة الإسبانية التي تحطمت من فورها، قرّر رولينز بعد ذلك مغادرة الصالة بعد أن التقط حزامه ورحل، لكنه عاد على أثر شعوره بإمكانية السيطرة على ستينغ بعد السقطة العنيفة.
سيطر سيث رولينز على خصمه بشكل مطلق ولعدة دقائق وأخذ يحاول تثبيته وإخضاعه مرة تلو الأخرى، إلى أن نجح ستينغ بدفعه من أعلى زاوية الحلبة إلى الحاجز بجانب الحلبة، واستعاد ستينج السيطرة على المواجهة وكان قريبا من خطف الفوز بعد قفزة مجنونة من أعلى زاوية الحلبة على الأرض فوق خصمه.
توقفت المواجهة لفترة بسيطة بعد أن شك الحكم بإصابة الأسطورة ستينغ وطلب من الطبيب المتواجد فحصه، وكاد ستينغ أن يخطف اللقب من بعد تنفيذه لحركة الإخضاع الخاصة به عندما أمر الحكم بعودة النزال، وانتهت المواجهة لمصلحة سيث رولينز الذي تمكن من مباغتة خصمه الأسطوري وتثبيته بعد أن تملص تلك الحركة الشهيرة  وبعدها دخل شيموس لمحاولة صرف حقيبة الموني ان ذا بانك ولكن ظهر بشكل مفاجئ الوحش كين بشخصيته القديمة ليضرب شيموس اولا وبعدها سيث رولينز

## الجحيم في الزنزانة 2014
بعد ظهور كين بشكل مفاجئ في نهاية عرض ليلة الابطال بدا سيث رولينز في القلق ودخل الي غرفة تريبل اتش لكن وجد كين بشخصيته الادارية ويرحب برولينز ولكن سيث خاف ورحل من الغرفة وبعدها ظهر كين مرة اخري بشخصية العفريت لضرب رولينز من جديد ليعلن عن تحديه لرولينز وتريبل اتش قال انه موافق ولكن بشرط ان خسر كين سيخسر وظيفته في الشركة ووافق كين
استهل سيث رولينز مواجهته للوحش الأحمر كين بالصراخ تعبيرا عن غضبه من تصرّفاته السابقة ضده، ثم انطلقت المواجهة بمحاولة من حامل اللقب للهجوم على خصمه، لكن كين كان هو الأقدر على الاستحواذ على مجريات النزال وأراد ضرب غريمه فوق طاولة المعلقين لكن هرب إلى الحلبة مما ساعده على الدخول في أجواء النزال.
حيث نجح رولينز باستغلال صعود كين لأعلى الحبال عند زاوية الحلبة وقام بإسقاطه بصورة مفاجأة منحته السيطرة على خصمه الأحمر الذي حصل على ضربات متتالية وقوية أثبت من خلالها انه قادر على مصارعة أقوى المصارعين، حاول الوحش استعادة السيطرة ونجح بذلك لثوانٍ معدودة قبل أن يستعيد سيث السيطرة، وتكرّرت العملية عدة مرات وأخذ كلا المصارعين يتبادلان زمام الأمور في الحلبة.
ونجح الوحش الأحمر بفرض سطوته على النزال وبدأ محاولات التثبيت التي تمكن سيث من الإفلات منها، وتصاعدت حدة المواجهة بعد ذلك عندما كان سيث رولينز قريبا من تنفيذ ضربة “بيدجري” على خصمه الذي بادر بجانبها لعكسها بضربة “شوك سلام” لم تكن كفيلة بإنهاء رحلة رولينز كبطل للاتحاد بعد أن تملص قبل العد الثالث في المحاولة الثانية للتثبيت.
كما أفلت سيث رولينز بعد ذلك من قبضة كين الذي كاد أن يحطم سطوته من خلال ضربة “تومبستون” هرب منها في اللحظات الأخيرة، وحاول الوحش بعدها تحطيم طاولة المعلقين بخصمه لكنها كانت من نصيبه هو، واشتبه الحكم بإصابة الوحش الذي حافظ على صموده وعاد إلى الحلبة قبل العد عليه خارجها من قبل الحكم.
حاول سيث رولينز حسم المواجهة من خلال قفزة طويلة من زاوية الحلبة لكن الوحش كين بقي صامدا وكاد ان يستعيد السيطرة، لكن رولينز كان هو الأقدر على الاستمرار وحسم المواجهة لصالحه بالضربة القاضية التي نفذها على خصمه الذي لم يقوى على التملص من التثبيت قبل العد الثالث، مما أبقى البطل محتفظا بحزامه وخسر هو وظيفته كمدير للعمليات 

### الإصابة
وفي أحد العروض المحلية اثناء مواجهة بين سيث رولينز وكين سيث اصاب في قدمه ليسلم اللقب الي السلطة وقال انه سيتعيد اللقب عندما يعود

### الفوز بجائزة نجم العام
كشفت ستيفاني مكمان عن فوز بطل WWE السابق سيث رولينز الذي تخلى عن لقبه بعد الإصابة التي تعرّض لها، دخل رولينز إلى الصالة مستندا على عكازيه وحصل على ردة فعل كبيرة من الجماهير، وقال إن هناك جزء منه يرغب بشكر الجماهير لكن الخيارات الأخرى لم تكن لتقارن بجانبه.
وتحدث سيث رولينز عن إنجازته في هذا العام 2015 وفوزه بلقب WWE بعد صرفه للحقيبة الذهبية، وانتزاعه للقب الولايات المتحدة من جون سينا وأصبح أول من يحقق ذلك الإنجاز بجمع الحزامين، وتعهد رولينز أمام الجماهير بالعمل على إعادة تصميم نفسه في عام 2016 واستعادة ما كان له 

## اكستريم رولز 2016
رومان رينز -يهزم- أي جاي ستايلز
قدّم أي جاي ستايلز ورومان رينز مواجهة نارية وقوية نالت استحسان الجماهير التي تفاعلت مع ضرباتهما القوية بشكل كبير، كما شهد النزال تدخلا من كارل أندرسون ولوك غالوز في البداية من خلال هجوم عنيف على رينز، ثم تبع ذلك تدخل من جيمي وجاي أوسو لإنقاذ قريبهما.
سيطر أي جاي ستايلز على الأحداث الاخيرة للمواجهة بشكل واضح وكان قريبا جدا من الفوز، لكن رومان رينز تمكن من الحفاظ على لقبه بضربة سبير مميزة في الهواء، ولم تكتمل فرحة رينز بذلك الفوز بعد عودة النجم سيث رولينز بصورة مفاجئة مهاجما إيّاه بشكل عنيف، وأكد عودته لمطاردة اللقب الذي فقده بسبب الإصابة دون أن يخسره، وانتهى العرض على مشهد رفعه لحزام WWE

## ماني إن ذا بانك 2016
تم الإعلان عن مباراة بين رومان رينز وسيث رولينز علي لقب الاتحاد ماني إن ذا بانك 2016
سيث رولينز -يهزم- رومان رينز
لم تدم فرحة سيث رولينز باستعادته للقب WWE بشكل نظيف سوى دقائق قليلة بسبب ظهور دين أمبروز وهجومه عليه بشكل مفاجئ بالحقيبة الذهبية التي قرّر صرفها بمواجهة مباشرة على اللقب ضد رولينز المنهك تماما بعد المواجهة القوية والعنيفة ضد رومان رينز
دين أمبروز -يهزم- سيث رولينز
نجح المصارع “المجنون” دين أمبروز من انتزاع لقب WWE لأول مرة بتاريخه، وذلك بعد أن سيطر على سيث رولينز وأنهى المواجهة بسرعة كبيرة للغاية، وأخذ يعبّر عن فرحته بهذا الانتصار بطريقة مجنونة مع الجماهير التي أسعدتها تلك النهاية الغير متوقعة من قبل الكثيرين، بينما كان الصدمة هي الصورة التي ارتسمت على وجه رومان رينز وسيث رولينز نهاية البث التلفزيوني.

## باتل جراوند 2016
نجح دين أمبروز بالحفاظ على لقبه وحزام WWE من خلال تثبيته لرومان رينز الذي كان قريبا من حسم المواجهة هو الآخر من خلال تثبيت سيث رولينز، احتفل شين مكمان ودانيال براين بفوز أمبروز بشكل جنوني لفرحتهما ببقاء اللقب في عرض سماك داون الذي دخل جميع نجومه إلى الحلبة للاحتفال بالنصر الكبير، بينما كانت ستيفاني مكمان وميك فولي محبطان من النتيجة بجانب الحلبة، وانتهى العرض على مشهد رفع النجوم لأمبروز على الأكتاف 

## سمر سلام 2016
أعلن ميك فولي (مدير عرض راو) عن إضافة لقب جديد تحت مسمي اليونفرسل ليعلن ان أول المشاركين في مباراة اللقب في سمر سلام هو سيث رولينز واستطاع فين بالور (نجم راو الجديد) من انتزاع الفوز لمواجهة سيث رولينز في سمر سلام
استغل النجم فين بالور ارتباك خصمه سيث رولينز من مظهره المخيف وانطلق في النزال بشكل سريع وقوي مسيطرا عليه بشكل واضح إلى أن دخل منافسه على اللقب أجواء المواجهة، وفرض بالور نفسه كصاحب الكفة الراجحة في البداية قبل ان يتبادل السيطرة مع رولينز داخل وخارج الحلبة من خلال ضربات موجعة.
ركّز فين بالور في هجومه على ركبة رولينز التي تعرّضت للإصابة سابقا من إجل إلحاق أكبر أذى ممكن به، إلّا أن سيث لم يكن لقمة سائغة وتمكن من السيطرة على خصمه بشكل واضح بعد ذلك، وبدأ أولى المحاولات الحقيقية للتثبيت بعد قفزة طويلة وعالية فوق بالور من أعلى زاوية الحلبة، لكنها لم تكفي للإطاحة بالنجم الإيرلندي المتحفز لمعانقة الذهب.
عاد فين بالور بعد ذلك للتفوّق على رولينز بشكل مؤقت قبل أن يتبادل معه الركلات الهوائية الرائعة التي أسطقتهما معا على أرض الحلبة، ثم حاول تثبيت خصمه الذي اقترب كثيرا من إخضاعه بحركة خنق قوية بين قدميه قبل أن ينجح بالهروب من الحلبة، ليتابع سيث رولينز هجومه الذي حاول بالور التصدي له بشكل متواصل.
اشتعل النزال وأصبح أكثر سرعة من أي وقت مضى عليه عندما أخذ سيث رولينز وفين بالور يكثفان من محاولات التثبيت وتنفيذ الضربات القاضية التي كان الأول السبّاق لها من خلال حركة “بيدجري” التي لم تكفي للإطاحة ببالور الذي رفع من إثارة النزال وتمكن من حسم المواجهة بقفزة عالية بكلتا قدميه فوق رولينز الذي تم تثبيته بعدها، وسجّل فين بالور نفسه في صفحات التاريخ كأول من حمل لقب اليونفرسل 
ولكن بالور اصاب اثناء المباراة ليتم الإعلان عن مباراة بين سيث رولينز ورومان رينز وكيفن اوينز وبيغ كاس علي لقب اليونفرسل واستطاع اوينز الفوز بعد خيانة تريبل اتش لسيث رولينز

## ليلة الأبطال 2016
ليتم الإعلان عن فرصة اخري لسيث رولينز علي لقب اليونفرسل في نايت اوف تشامبيونز (ليلة الابطال)
حصل النجم كيفين أوينز على مساعدة كبيرة للغاية من صديقه ومواطنه الكندي المخضرم كريس جيريكو الذي أنقذه من محاولة تثبيت محققة، كما كان حظ سيث رولينز العاثر سببا اخر لخسارته للنزال عندما تمكن من الإطاحة بخصمه وتثبيته دون وجود الحكم الذي سقط بعد اصطدامه به عن طريق الخطأ، وبعد ظهور حكم اخر بامر من ستيفاني تمكن أوينز من حسم المواجهة ومباغتة سيث بضربة قاضية، وانتهى العرض على مشهد احتفال أوينز وجيريكو بالانتصار الكبير 

## الجحيم في الزنزانة 2016
ويعلن ميك فولي عن مباراة اخري بين سيث رولينز وكيفن اوينز ولكن هذه المرة في مباراة من نوع (الجحيم في الزنزانة)
استهل المصارع كيفين أوينز المواجهة القوية داخل الزنزانة الحديدية محاولا استغلال الثواني الأولى بالحصول على أي من الأدوات العنيفة تحت الحلبة، لكن خصمه سيث رولينز كان له بالمرصاد وتمكن من مهاجمته قبل تحقيق مبتغاه، وسيطر رولينز على الدقائق الأولى من المواجهة بشكل كامل، ووجّه الكثير من الضربات الموجعة لخصمه.
لكن نقطة التحوّل في المواجهة عندما نزل رولينز أسفل الحلبة وحاول استخراج الطاولة الخشبية، وهو ما أتاح لأوينز استجماع قواه ورد الهجوم والسيطرة على النزال بعد ذلك، وأظهر كيفين عنفه الشديد عندما دفع خصمه بقوة كبيرة من خلال الحبال باتجاه الشباك الحديدية للقفص الكبير، واستمر بتعذيبه بضرباته الموجعة واحدة تلو الأخرى داخل وخارج الحلبة، وهو ما أمتع الجماهير المتعطشة للعنف.
حاول سيث رولينز العودة لأجواء النزال لكن كيفين أوينز كان له بالمرصاد رغم تلقّيه بعض الضربات، ورغب أوينز بتحطيم خصمه ونصب زوجا من الطاولات الخشبية بشكل متعامد بجانب الحلبة باستخدام الشباك، إلّا أن خطته لم تكتمل بعد استعادة سيث لوعيه مؤقتا قبل أن يستخدم خصمه مطفأة الحريق في ضربه بشكل مباغت.
أساء أوينز استخدام المطفأة بعد ذلك وقام برش المادة التي بداخلها بوجه الحكم عن طريق الخطأ وهو ما استدعى إخراجه لتلقي العلاج، استغل كريس جيريكو ذلك الموقف وفتح باب الزنزانة وأسرع لدخولها وإغلاق بابها وراءه، لكنّه سرعان ما حصل على ضربة من سيث رولينز الذي استعاد السيطرة على النزال بعد ذلك.
كان سيث رولينز قريبا جدا من خطف الفوز بعد تحطيم الطاولات التي نصبها كيفين أوينز بجسده، لكن كريس جيريكو عاد للتدخل من جديد وسحب الحكم الآخر من الحلبة قبل العد الثالث والأخير، وهو ما أغضب سيث ررولينز الذي أفرغ غضبه عليه بضربات قوية على الشباك الحديدية، مما أتاح لأوينز فرصة استعادة زمام الأمور وكان قريبا من حسم الموقف لولا صمود سيث.
انضم جيريكو لصديقه أوينز ومدّه بكرسي حديدي وهاجم رولينز بيديه قبل أن يمطر كيفين ظهر سيث بسيل من الضربات باستخدام ذلك الكرسي، حاول رولينز السيطرة على خصومه لكن الكثرة غلبت الشجاعة في نهاية المطاف، وتمكن كيفين أوينز من تنفيذ ضربته القاضية على رولينز فوق زوج من الكراسي قبل أن يقوم بتثبيته وإنهاء النزال لمصلحته محافظا على لقب، ولم يكتفي جيريكو بما فعله وقام بتنفيذ ضربته القاضية على سيث قبل أن يغادر الحلبة 

## رودبلوك 2016
تم الإعلان عن مباراة بين سيث رولينز وكريس جيريكو في رود بلوك
حاول بطل اليونفرسل كيفن أوينز التدخل لمساعدة صديقه كريس جيريكو لكن الأمور لم تجري كما كان يشتهي، عندما أضاع عليه فرصة تثبيت قبل أن يتشتت تركيز جيريكو عندما طلب منه مغادرة الصالة والبقاء بعيدا عنه، استغل سيث رولينز الفرصة حينها ونفذ ضربة قوية أطاح بخصمه بها وحسم المواجهة القوية وكان الحدث الرئيسي لهذا العرض رومان رينز ضد كيفن اوينز علي لقب اليونفرسل
طبّق المصارع الكبير كريس جيريكو خطّة ذكية لإنقاذ صديقه ومواطنه الكندي كيفين أوينز مرّة جديدة، وأهداه اللقب عندما فاجئ الجميع بظهوره معتقدين أنه انقلب على أوينز بعد أن نفذ عليه ضربة قاضية، لكنّ المفاجأة كانت بحمله لحزام WWE وتقديمه لصديقه، مستغلا القانون الذي كلّف رومان رينز خسارة النزال لأن الاعتداء جاء على خصمه.
احتفل كيفين أوينز باحتفاظه بلقبه معانقا صديقه ومعبّرا عن امتنانه له، وعندما رغبا بمغادرة الحلبة فوجئ كلاهما بظهور سيث رولينز الذي أجبرهما على الهروب منه، ليتعرّض اوينز لضربة سبير قاضية بجانب الحلبة من رومان رينز وجيريكو لضربة بيدجري داخلها، ولم يكتفي ثنائي فريق الدرع بذلك وقاما بتحطيم طاولة معلقين بجسد جيريكو وأخرى عند مدخل الصالة بجسد أوينز عندما حاول الهروب منهما 

## رسلمينيا 33
بعد ظهور رولينز في عرض تيك اوفر سان انتونيو منع من المشاركة في مباراة الرويال رامبل
وقررت ستيفاني مكمان الظهور للحديث مع سيث رولينز ودخل رولينز وبدا في الاستهزاء من هنتر ووصفه بالجبان وبعدها دخلت ستيفاني وقالت اولا تريبل اتش ليس هنا في هذه القاعة وهو في البيت وقال رولينز حسنا اجعلي زوجك مستلقي علي السرير وهو جبان وخائف من مواجهتي وبعدها قالت هل تعلم ماذا تريبل ليس هنا ولكن ساجعله يحضر من اجلك وفي نهاية العرض دخل تريبل اتش وبعدها دخل سيث رولينز ولكن قبل دخول رولينز ظهر المدمر ساموا جو وبدا في تدمير رولينز داخل وخارج الحلبة وتم الإعلان ان رولينز اصاب في قدمه من جديد وولكن تريبل اتش بعد أكثر من اسبوع ظهر وقال انه مستعد لمواجهة رولينز وفي عرض راو القادم سيكون هناك طاولة عليها عقد المباراة في راسلمانيا وبالفعل ظهر رولينز ووقع علي العرض وبدا بعدها هنتر في ضرب رولينز وبالتحديد في قدمه وفي عرض راو الاسبوع الذي يليه دخل تريبل اتش وميك فولي في شجار ولكن رولينز دخل وهو علي عكاز ولكن قبل دخوله الي الحلبة رمي العكاز ودخل لكي يضرب هنتر ولكن هنتر استغل اصابة رولينز وطرده خارج الحلبة
انطلقت المواجهة المرتقبة بين تربل اتش وسيث رولينز وكان الغضب واضحا من كلا الطرفين اللذان تبادلا الضربات القوية والسريعة، وحاول هنتر منذ البداية التركيز على قدم خصمه وركبته المصابة، لكن رولينز كان متيقظا وتمكن من تجنّب محاولات خصمه، وفرض سيطرته الكاملة بعد ذلك على أحداث المواجهة التي بدأت بصورة نارية.
حاول سيث رولينز بعد ذلك تحطيم جسد خصمه فوق طاولة المعلقين، لكنّ محاولته كان انعطافا خطيرا ضده عندما تمكن من تريبل اتش من استغلال الموقف وتنفيذ ضربة DDT فوق الطاولة لغريمه، ونجح بعد ذلك بتنفيذ خطته بالتركيز على إصابة خصمه ووجّه له الكثير من الضربات المؤلمة بيده وقدمه وباستخدام الكرسي الحديدي، وفرض سيطرته بشكل كامل على النزال.
فرض تريبل اتش إيقاعه على المواجهة وتمكن من قمع محاولات خصمه للتصدي له، وأراد حسم المواجهة من خلال ضربة “بيدجري” قاضية، لكنّه كانت فرصة ثمينة استغلها سيث رولينز من خلال حمله عاليا ورميه عند زاوية الحلبة، وكانت نقطة تحوّل أخرى في مجريات النزال لمصلحة المصارع الشاب الذي ردّ الصاع لغريمه يقفزات وضربات قوية ومتتالية.
انتقلت المواجهة لمرحلة أخرى بعدما قرّر سيث رولينز استخدام الكراسي الحديدية وطاولة خشبية لإلحاق أكبر أذى ممكن بخصمه العنيد والخبير، لكنّ ذلك الموقف انقلب ضدّه عندما نجح تريبل اتش بالوصول لها وتوجيه ضربات مؤلمة له، وأخذ يركز بعدها على ركبته المصابة باستخدام الكرسي أكثر من مرة، لكنّها نجح بالعودة بقوة بعد وقت قصير.
إلّا أن ستيفاني مكمان نجحت هي الأخرى بوضع بصمتها الخاصة على المواجهة بإنقاذ زوجها من قفزة قوية من خصمه الذي سقط بركبته من الداخل على الحبال، وهو الأمر الذي استغله زوجها بصورة جيدة بعودته للتركيز على ركبته المصابة بضربات مؤلمة وبحركة إخضاع أسفل الحلبة، تملّص سيث رولينز وأخذ يتبادل الضربات الموجهة مع تريبل اتش داخل الحلبة.
نجحت ستيفاني بالتدخل في المواجهة مرّة أخرى وأنقذت زوجها من مطرقة حديدية، لتأخذ المواجهة منحنى آخر من تبادل سريع للسيطرة ومحاولات التثبيت التي تكللت بالنجاح من سيث رولينز الذي دفع هنتر لإسقاط زوجته ستيفاني فوق طاولة خشبية بجانب الحلبة بعدما ركله على رأسه بقدمه، وأنهى المواجهة بضربة بيدجري لخصمه الأسطوري تريبل اتش 

## بايباك 2017
بعدها قرر رولينز العودة لساموا جو لتصفية الحسابات التي بينهم واعلن كيرت انجل (مدير عرض راو الجديد) عن مباراة بين رولينز وجو في بايباك
تعامل النجم سيث رولينز مع خصمه المدمّر بحذر شديد في بداية المواجهة بينهما وخصوصا مع محاولات ساموا جو توجيه ركلات قوية لركبته المصابة، سيطرالأخير على خصمه بعد الاشتباك باليدين قبل أن ينجح رولينز بإثبات قدرته على مواجهة عنفه الشديد، ووجّه له الكثير من الضربات الموجعة داخل وخارج الحلبة.
لم يمضي كثير من الوقت حتى عاد ساموا جو لفرض نفسه فوق الحلبة عقب ضربة موجعة لركبة رولينز المصابة، ووجّه له ضربات عنيفة وقفز من داخل الحلبة دافعا إيّاه تجاه طاولة المعلقين، استمر جو بتعذيب خصمه سيث رولينز رغم محاولاته لاستعادة السيطرة التي لم تفلح بسبب قوّة “المدمّر” المذهلة وحجمه الضخم.
اقترب ساموا جو من حسم المواجهة لمصلحته بعد محاولة تثبيت سبقها ضربات عنيفة وموجعة لظهر خصمه الذي تملّص بصعوبة بالغة، نجح سيث رولينز باستعادة السيطرة على المواجهة مؤقتا وكان قريبا من حسم المواجعة بقفزة عالية فوق خصمه، وبعد تبادل للسيطرة والضربات العنيفة جرّب جو خنق رولينز، لكن النتيجة كانت صادمة بالنسبة له عندما تشقلب رولينز ودفعه للأرض وقام بتثبيته بصورة مباغتة 

## اكستريم رولز 2017
بعد اصابة برون سترومان الذي كان من المفترض ان يواجه بروك ليزنر ولكن كان يجب تحديد خصم جديد لبروك ليزنر وتم الإعلان عن مباراة بين سيث رولينز ورومان رينز وبراي وايت وساموا جو وفين بالور في اكستريم رولز 2017
انطلق الحدث الرئيسي لعرض اكستريم رولز 2017 بصورة حماسية وكان جميع المصارعين حريصين على تحقيق الفوز وانتزاع الفرصة الثمينة لمواجهة الوحش البشري بروك ليزنر في عرض كرات النار العظيمة 2017، وشهدت البداية تحالفا قويا وعنيفا بين ساموا جو وبراي وايت اللذان سيطرا على الجميع بصورة تامة.
حيث تمكن وايت وجو من الإطاحة بسيث رولينز وفين بالور ورومان رينز باسخدام الدرج المعدني الثقيل، ورغم المحاولات التي قام بها الخصوم للإطاحة بهما لكن كل واحد منهما كان يحمي ظهر الآخر ويبعد عنه هجمات الاخرين ومحاولاتهم للسيطرة على النزال، وتركز هجومهما لفترة طويلة على بالور الذي حصل على ضربات عنيفة بالكرسي الحديدي داخل الحلبة.
لكن وبالرغم من ذلك فإن مقاومة بالور أتاحت الفرصة أمام رومان رينز للسيطرة على الحلبة والإطاحة بهما بضرباته العنيفة، إلّا أن وايت وجو تمكنا من السيطرة على اندفاعه في نهاية المطاف، لتتاح الفرصة أمام سيث رولينز للسيطرة عليهما ومحاولة انتزاع الفوز عقب تألقه ضدّهما، لكنّ الخلاف دبّ بينهما بعد سيطرتهما عليه في نهاية المطاف.
وأخذ جميع النجوم يتبادلون الضربات العنيفة إلى أن جاء الجنون من رومان رينز الذي أطاح بفين بالور وساموا جو بضربة سبير عنيفة حطّم بهما الحاجز بجانب الحلبة، ثم من سيث رولينز الذي قفز من أعلى زاوية الحلبة فوق براي وايت الذي كان على طاولة المعلقين، وهو الأمر الذي أتاح لهما العراك بصورة منفردة وسط الحلبة بعد ذلك.
واستمرت المعركة النارية إلى أن بدأ النجوم بالعودة لأجواء المواجهة بشكل تدريجي، وجاء الحسم في نهاية المطاف لمصلحة “المدمّر” ساموا جو الذي تسلل إلى الحلبة ونفذ حركة إخضاع على فين بالور الذي فقد وعيه ولم يقوى على الحراك، ليعلن الحكم أن جو هو الفائز بهذا النزال الناري 

## البطولات والإنجازات
■ بطوله AIW (مره واحده)
■ بطوله الوزن الثقيل في AAW (مرتين)
■ بطوله الفرق الزوجيه في AAW (مرتين)
■ بطوله FCW (مره واحده)
■ بطوله الوزن الثقيل FCW (مره واحده)
■ بطوله الفرق الزوجيه FCW (مره واحده)
■ بطوله الوزن الثقيل FIP (مره واحده)
■ بطوله الوزن الثقيل MCPW (مره واحده)
■بطوله الفرق الزوجيه NWA (مره واحده)
■ بطوله NXT (مره واحده)
■ بطوله العالم RHO (مره واحده)
■ بطوله الفرق الزوجيه RHO (مرتين)
■ بطوله الفرق الزوجيه WWE (ستة مرات) مع رومان رينز ومرتين مع دين امبروز و[[جيسون جوردين] ]و براون سترومان و بودي ميرفي
■ ماني إن ذا بانك 2014
■ بطولة WWE (مرتين) {صرف حقيبة money in the bank} / {هزم رومان رينز }
■ بطولة القارات (مرتين)
■ بطولة الولايات المتحدة (مرة واحدة)
-هزم جون سينا وأصبح {بطل الولايات المتحده وبطل wwe}
■ بطولة اليونيفارسال (مرتين)
■ مباراة الرويال رامبل 2019
■ بطولة العالم للوزن الثقيل WWE (مرة واحدة)

## روابط خارجية
- سيث رولينز على موقع IMDb (الإنجليزية)
- سيث رولينز على موقع قاعدة بيانات الفيلم (الإنجليزية)
- سيث رولينز على موقع دبليو دبليو إي (الإنجليزية)
- سيث رولينز على موقع WrestlingData.com (الإنجليزية)
- سيث رولينز على موقع CageMatch worker (الإنجليزية)
- سيث رولينز على موقع قاعدة بيانات المصارعة على الإنترنت (الإنجليزية)
- سيث رولينز على موقع عالم المصارعة على الإنترنت (الإنجليزية)
- سيث رولينز على موقع عالم المصارعة على الإنترنت (الإنجليزية)